# Jerzy Jankowski (kierowca)
Jerzy Jankowski (ur. 4 lipca 1920 w Będzinie, zm. 27 listopada 1986 w Warszawie) – polski kierowca motocyklowy i wyścigowy, konstruktor.

## Życiorys
Urodził się w 1920 roku w Będzinie. W 1936 roku rozpoczął ściganie się motocyklami wyścigowymi w barwach klubu Pogoń Dąbrowa Górnicza. Następnie ścigał się w barwach Polonii Bytom i Legii Warszawa. W 1939 roku zmodyfikował motocykl DKW RT3, co zostało opisane przez magazyn „Motocykl i Cyclecar”.

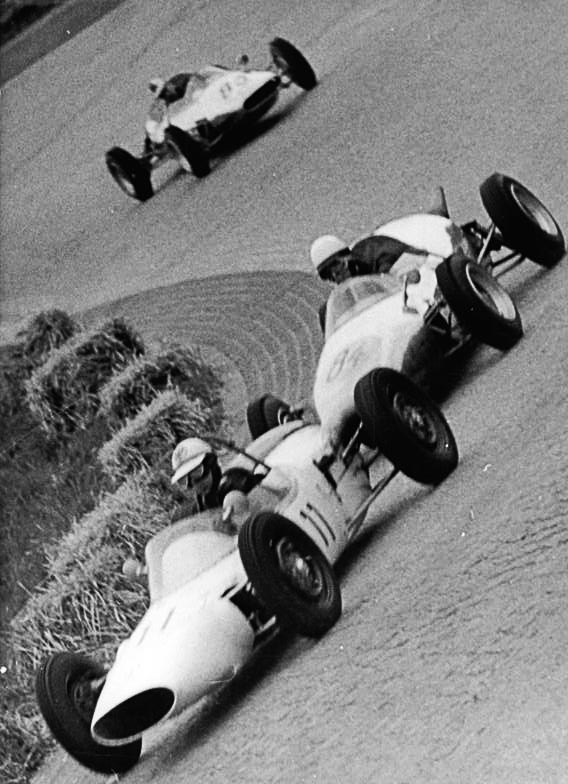
Jankowski (na czele) w Raku Junior II podczas zawodów Bernau 1962

W 1947 roku zdobył złoty medal w Sześciodniówce. W tym samym roku zorganizował zespół sportowy zakładów SHL. W roku 1948 wraz z zespołem wygrał Międzynarodowy Maraton Motocyklowy, organizowany w Polsce i Czechosłowacji. Po okresie pracy w SHL znalazł zatrudnienie w WFM. Współtworzył tam motocykle sportowe oraz skuter WFM Osa.
W 1953 roku zakończył karierę kierowcy motocyklowego wskutek poważnej kontuzji nogi, doznanej na Sześciodniówce. Podczas pobytu w szpitalu Jankowski opracował prototyp motocykla Moto-Rak, który nie wszedł jednak do produkcji. W październiku 1957 roku został kierownikiem Ośrodka Budowy Samochodów Wyczynowych. W tym okresie Jankowski opracował pierwszy zbudowany od podstaw polski samochód wyścigowy, o oznaczeniu Rak 650. Pojazd ten, oparty na lekkiej ramie przestrzennej, był napędzany silnikiem Triumph. W 1958 roku Jankowski zdobył tym pojazdem tytuł mistrza Polski.
W 1959 roku wygrał Grand Prix Budapesztu. W tym okresie rozpoczął opracowywanie samochodu zgodnego z przepisami Formuły Junior – Rak Junior I. W 1963 roku był współinicjatorem organizowanego do 1990 roku Pucharu Pokoju i Przyjaźni, w którym ścigali się kierowcy krajów socjalistycznych.
Po zmianie międzynarodowych przepisów z Formuły Junior na Formułę 3 po 1963 roku, Jankowski rozpoczął opracowywanie samochodu zgodnego z tą specyfikacją. Efektem był Rak 64, którym Jankowski w 1964 roku zdobył tytuł mistrza Polski oraz inauguracyjny Puchar Pokoju i Przyjaźni. W 1966 roku wygrał wyścig na Stadionie Strahov. Po 1966 roku Jankowski zakończył karierę zawodniczą. Natomiast ostatnim skonstruowanym przez niego samochodem wyścigowym był Promot-Rak 67.

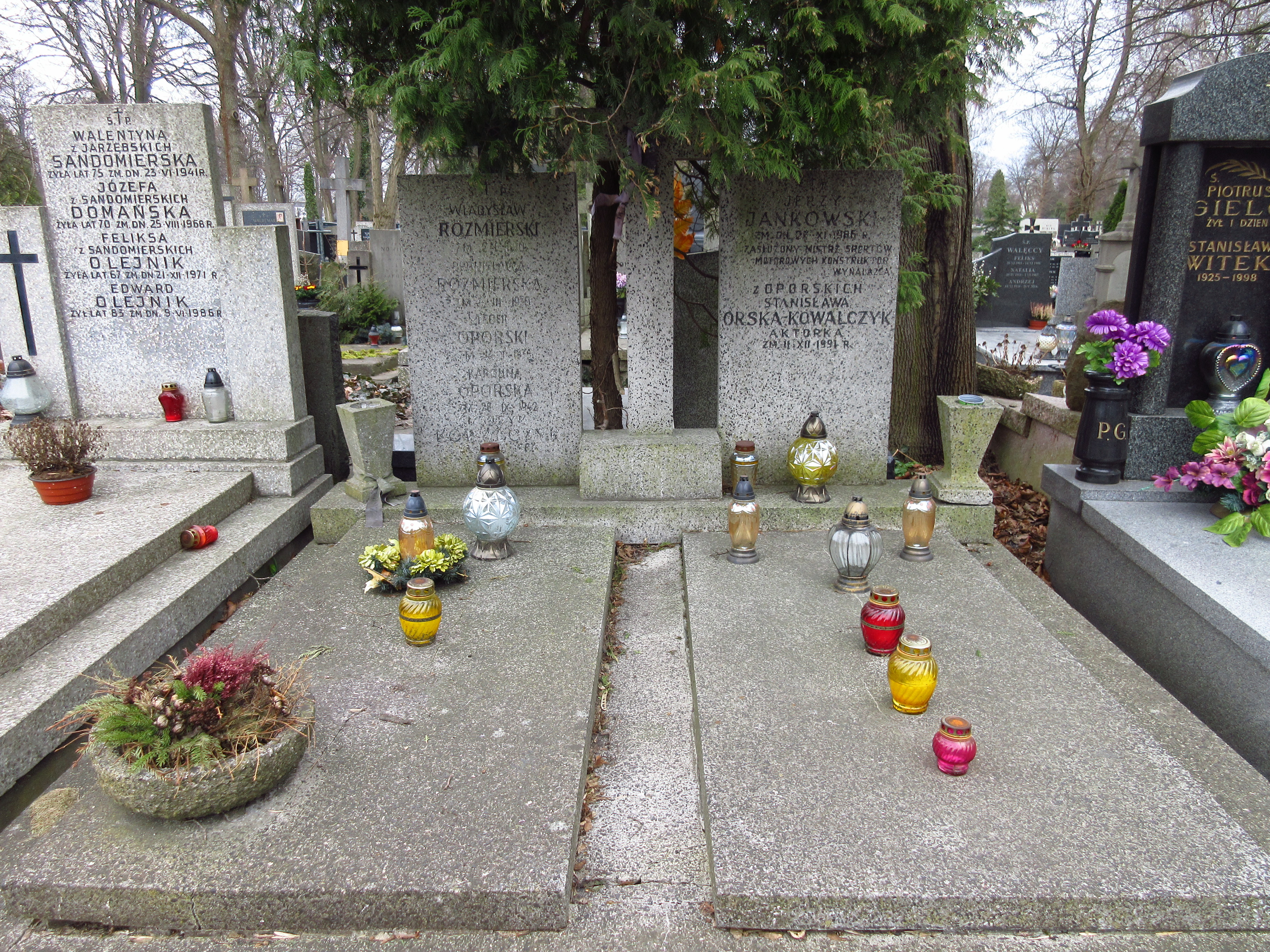
Grób Jerzego Jankowskiego na Cmentarzu Bródnowskim.

Ogółem Jankowski był autorem projektów 23 wyścigowych motocykli i samochodów oraz 19 patentów. W latach 1950–1953 dziesięciokrotnie zostawał mistrzem i wicemistrzem Polski w wyścigach motocyklowych, był również trzykrotnym mistrzem Polski w wyścigach samochodowych.
Zmarł 27 listopada 1986 roku. Został pochowany na cmentarzu Bródnowskim (kwatera 22B-6-5/6).

## Wyniki
| Legenda oznaczeń w tabelach wyników Wyświetl szablon na nowej stronie | Legenda oznaczeń w tabelach wyników Wyświetl szablon na nowej stronie                                                                     |
| Oznaczenie                                                            | Wyjaśnienie |
| --------------------------------------------------------------------- | --- |
| Złoty                                                                 | Zwycięzca lub mistrzostwo |
| Srebrny                                                               | 2. miejsce lub wicemistrzostwo |
| Brązowy                                                               | 3. miejsce lub II wicemistrzostwo |
| Zielony                                                               | Ukończył, punktował (w klasyfikacji generalnej, gdy zdobył co najmniej jeden punkt na przestrzeni sezonu, poza trzema powyższymi opcjami) |
| Niebieski                                                             | Ukończył, nie punktował (w klasyfikacji generalnej, gdy nie zdobył co najmniej jednego punktu na przestrzeni sezonu)                      |
| Czerwony                                                              | Nie zakwalifikował się (NZ) |
| Czerwony                                                              | Nie prekwalifikował się (NPK) |
| Różowy                                                                | Nie ukończył (NU) |
| Różowy                                                                | Niesklasyfikowany (NS) (w klasyfikacji generalnej, gdy nie został sklasyfikowany w żadnym wyścigu sezonu)                                 |
| Czarny                                                                | Zdyskwalifikowany (DK) |
| Czarny                                                                | Wykluczony (WYK/EX) |
| Biały                                                                 | Nie wystartował (NW) |
| Biały                                                                 | Kontuzjowany (K/INJ) |
| Biały                                                                 | Wyścig odwołany (OD/C) |
| Bez koloru                                                            | Został wycofany (WYC/WD) |
| Bez koloru                                                            | Nie przybył (NP/DNA) |
| Bez koloru                                                            | Nie brał udziału w treningach (NT/DNP) |
| Bez koloru                                                            | Nie został zgłoszony (–) |
| Pogrubienie                                                           | Start z pole position |
| Kursywa                                                               | Najszybsze okrążenie wyścigu |
| †                                                                     | Nie ukończył, ale jego rezultat został zaliczony ze względu na przejechanie więcej niż 90% dystansu wyścigu.                              |
| *                                                                     | Sezon w trakcie |
| 1/2/3                                                                 | Punktowana pozycja w sprincie kwalifikacyjnym                                                                                             |
| Lista systemów punktacji Formuły 1                                    | |

### WSMP
| Rok  | Klasa          | Zespół                   | Samochód      | Silnik   | Wyniki w poszczególnych eliminacjach | Wyniki w poszczególnych eliminacjach | Wyniki w poszczególnych eliminacjach | Wyniki w poszczególnych eliminacjach | Pkt. | Msc. |
| ---- | -------------- | ------------------------ | ------------- | -------- | ------------------------------------ | ------------------------------------ | ------------------------------------ | ------------------------------------ | ---- | ---- |
| 1958 |                |                          |               |          |                                      |                                      |                                      |                                      | 22   | 1    |
| 1958 | 750 cm3        | Automobilklub Warszawski | Rak 650       | Triumph  | 2                                    | 1                                    | -                                    | 1                                    | 22   | 1    |
| 1958 | 1300 cm3       | Automobilklub Warszawski | Rak 650       | Triumph  | 1                                    | 1                                    | -                                    | 1                                    | 24   | 1    |
| 1959 |                |                          |               |          |                                      |                                      |                                      |                                      | ?    | 2    |
| 1959 |                | Automobilklub Warszawski | Rak 650       | Triumph  | 1                                    | 1                                    | 6                                    | NU                                   | ?    | 2    |
| 1961 |                |                          |               |          |                                      |                                      |                                      |                                      | ?    | 2    |
| 1961 |                | Automobilklub Warszawski | Rak 1300      | Triumph  | 1                                    | -                                    | 1                                    |                                      | ?    | 2    |
| 1962 |                |                          |               |          |                                      |                                      |                                      |                                      | ?    | ?    |
| 1962 | Formuła Junior | Automobilklub Warszawski | Rak Junior II | Wartburg | 2                                    | ?                                    | NU                                   |                                      | ?    | ?    |
| 1963 |                |                          |               |          |                                      |                                      |                                      |                                      | 71   | 5    |
| 1963 | Formuła Junior | Automobilklub Warszawski | Rak Junior II | Wartburg | 3                                    | 1                                    | NU                                   | NU                                   | 71   | 5    |
| 1964 |                |                          |               |          |                                      |                                      |                                      |                                      | 30   | 1    |
| 1964 | Formuła 3      | Automobilklub Warszawski | Rak 64        | Wartburg | 1                                    | 1                                    | 1                                    | NU                                   | 30   | 1    |
| 1965 |                |                          |               |          |                                      |                                      |                                      |                                      | 0    | NS   |
| 1965 | Formuła 3      | Automobilklub Warszawski | Rak 64        | Wartburg | NU                                   | NU                                   | NU                                   |                                      | 0    | NS   |
| 1966 |                |                          |               |          |                                      |                                      |                                      |                                      | 16   | 2    |
| 1966 | Formuła 3      | Automobilklub Warszawski | Rak 64        | Ford     | 1                                    | NW                                   | 1                                    | NW                                   | 16   | 2    |

### Wschodnioniemiecka Formuła 3
W latach 1960–1963 mistrzostwa rozgrywano według przepisów Formuły Junior.
| Rok  | Zespół          | Samochód      | Silnik   | Wyniki w poszczególnych eliminacjach | Wyniki w poszczególnych eliminacjach | Wyniki w poszczególnych eliminacjach | Wyniki w poszczególnych eliminacjach | Wyniki w poszczególnych eliminacjach | Wyniki w poszczególnych eliminacjach | Pkt. | Msc. |
| ---- | --------------- | ------------- | -------- | ------------------------------------ | ------------------------------------ | ------------------------------------ | ------------------------------------ | ------------------------------------ | ------------------------------------ | ---- | ---- |
| 1962 |                 |               |          |                                      |                                      |                                      |                                      |                                      |                                      | 0    | NS   |
| 1962 | Jerzy Jankowski | Rak Junior II | Wartburg | NU                                   | NU                                   | -                                    | -                                    | -                                    | -                                    | 0    | NS   |
| 1965 |                 |               |          |                                      |                                      |                                      |                                      |                                      |                                      | 0    | NS   |
| 1965 | Jerzy Jankowski | SEG II        | Wartburg | -                                    | -                                    | NU                                   | -                                    | -                                    | -                                    | 0    | NS   |
| 1966 |                 |               |          |                                      |                                      |                                      |                                      |                                      |                                      | 0    | NS   |
| 1966 | Jerzy Jankowski | Rak 64        | Škoda    | -                                    | -                                    | 5                                    | -                                    | NU                                   | -                                    | 0    | NS   |